# Castell de Vincennes

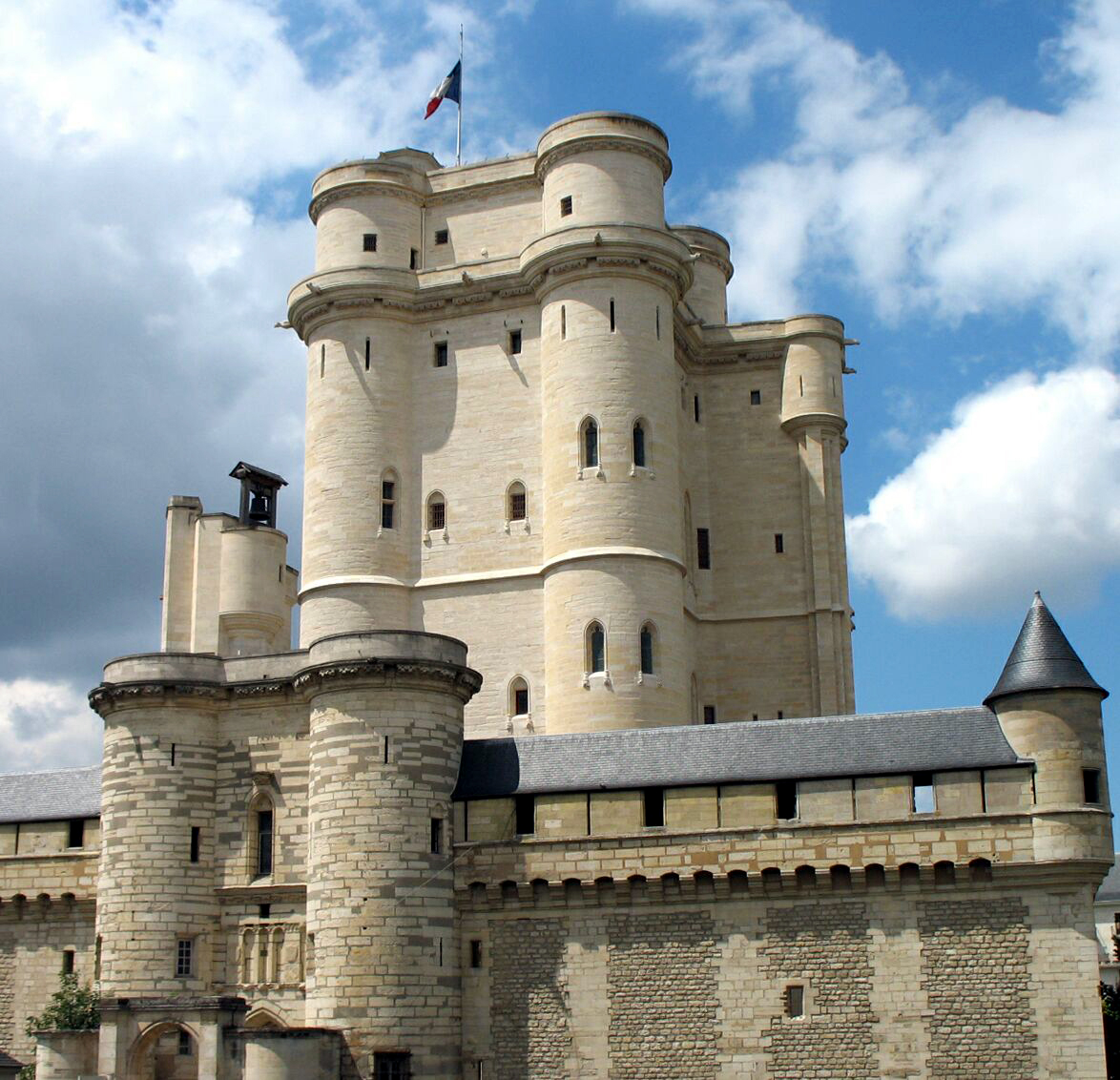
La torrassa del castell de Vincennes després de la restauració dels anys 2000.

El castell de Vincennes és una fortalesa reial ubicada a Vincennes, a l'àrea metropolitana de París. La seva torrassa, de cinquanta metres d'alçada, és una de les fortaleses medievals més altes que es conserven en bon estat a Europa. Aquesta torrassa va ser erigida del segle xiv als terrenys propers a una casa de camp o pavelló de caça edificat al segle xii i avui desaparegut. Altres construccions adjacents es van començar a construir als segles xiv, xvii i xix, a més s'hi han fet diferents remodelacions i restauracions al llarg de tota la seva història.
Va servir de residència reial d'esbarjo, posteriorment de presó de luxe, que va allotjar personatges com d'Artagnan, el marquès de Sade o Joaquín Blake, i d'arsenal militar. Avui acull l'arxiu militar nacional de França i la Biblioteca Nacional, i alguns dels seus edificis allotgen oficines de funcionaris del servei històric de defensa francès.

## Història

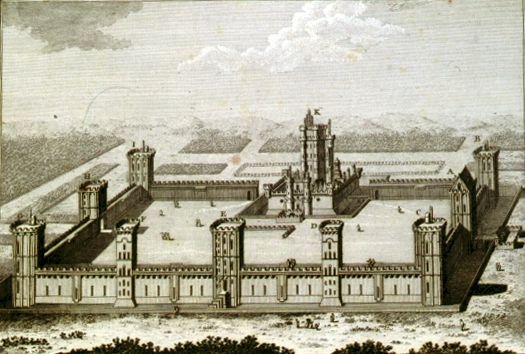
Aspecte del castell durant el regnat de Carles V de França (1364-1380)

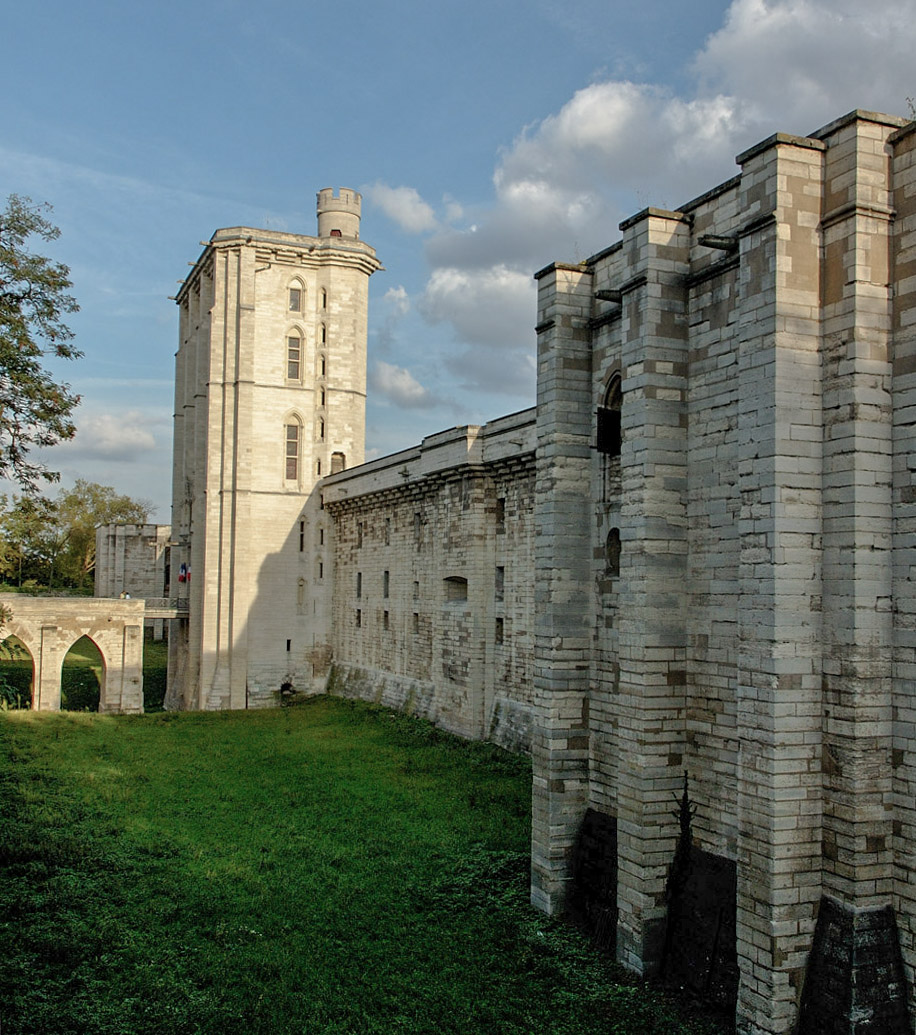
Muralla nord

### L'època medieval
El senzill pavelló de caça, condicionat per Lluís VII cap a 1150 al bosc de Vincennes, esdevé al segle xiii un casal que fan edificar Felip II de França i Sant Lluís. És de Vincennes, que partirà Sant Lluís per a una croada de la qual no tornarà.
A l'edat mitjana Vincennes va ser més que una fortalesa militar: Felip III (el 1274) i Felip IV de França (el 1284) s'hi van casar i tres reis del segle xiv hi moriren: Lluís X (1316), Felip V (1322) i Carles IV (1328). D'altra banda, les relíquies de la corona d'espines van ser conservades a Vincennes abans de trobar-se a la Santa Capella de París. Una nova capella va ser edificada al recinte del castell per rebre un fragment de la relíquia que romangué a Vincennes.
Cap a 1337, Felip VI de França decideix de fortificar l'indret construint una torrassa a l'oest del casal. El recinte monumental, que ocupa més d'un quilòmetre quadrat (330 metres de llarg per 175 metres d'ample), és flanquejat de tres portes i de sis torres de 42 metres d'alçada i va ser edificat pels Valois, dues generacions més tard, cap a 1410. Els seus fossats eren alimentats pel rierol de Montreuil. El sobrant es dirigia aleshores cap a París i s'acabava al llac de Saint-Mandé.

### Del Renaixement a la Restauració
Enric IV va ser un dels amfitrions forçats del castell, en el qual va ser empresonat durant les anomenades guerres de religió franceses.
Al segle xvii, l'arquitecte Louis Le Vau va construir per a Lluís XIV les ales (dites abusivament "pavellons") del Rei i de la Reina. El castell es va esdevenir així la tercera residència reial. Els treballs de reconstrucció no van ser tanmateix perseguits, ja que Versalles concentrava aleshores tots els esforços. El castell conserva alguns exemples de l'estil Lluís XIV precoç als grans apartaments. Aquest model serà ràpidament superat pel Castell de Vaux-le-Vicomte, que valdrà a Nicolas Fouquet els honors de la presó de Vincennes.
Abandonat al segle xviii, el castell servirà de seu per a la Manufactura de porcellana de Vincennes, precursor d'aquella de la de Manufactura Nacional de Sèvres i després de presó d'Estat. El marquès de Sade, Mirabeau i Diderot hi van ser internats.
El 1796, el castell va ser convertit en arsenal, sent des d'aleshores la secció històrica de l'exèrcit. El 1804, el duc d'Enghien va ser afusellat als fossats del castell. Anomenat governador del castell per Napoleó, el general Pierre Daumesnil el va defensar amb aferrissament en el moment de l'ocupació de París per les tropes russes i prussianes el 1815. Aquestes darreres, que volien apoderar-se de l'arsenal del castell, van xocar amb la intransigència del general. Amb menys de dos-cents homes, aquest va resistir, malgrat les pressions i les temptatives de corrupció, a la seu del fort durant més de cinc mesos. Va acabar capitulant per ordre de Lluís XVIII.

### L'època moderna
El parc fou condicionat al segle xix en el gust dels jardins anglesos. Napoleó III va confiar a Eugène Viollet-le-Duc la tasca de restaurar la capella i la torrassa i va llegar administrativament els 9,95 km² del bosc de Vincennes a la Ciutat de París.
El 15 d'octubre de 1917, Mata Hari va ser afusellada per espionatge als fossats de la fortalesa de Vincennes.
Als primers anys de la Segona Guerra Mundial el castell va servir igualment d'efímera caserna general de l'estat major del general francès Maurice Gamelin. El 2 d'agost de 1944 tres divisions de la Waffen SS en retirada del front de Normandia s'hi van instal·lar. El 20 d'agost de 1944, trenta ostatges hi van ser executats per les forces nazis, que destruiran tres dipòsits de municions en el moment de l'alliberament de París, la nit del 24 al 25 d'agost. L'incendi provocat va durar prop de vuit dies.
El 1964, Charles de Gaulle, aleshores President de la República Francesa, va expressar el desig d'anar-se'n del Palau de l'Élysée, que jutjava sense perspectiva sobre la capital i no prou prestigiós per acollir el cap de l'Estat, i va escollir el castell de Vincennes per fer-se la nova casa presidencial, tot i que finalment mai hi va residir.

### La renovació contemporània
El castell de Vincennes depèn alhora del ministeri de la Cultura - és un monument històric –i del ministeri de la Defensa– el castell conté el Servei Històric de la Defensa (SHD). Des de 1988, s'ha emprès un vast programa de renovació. Els importants treballs de la torrassa s'han acabat el 2007 després d'una consolidació general de la seva estructura i la reobertura al públic dels pisos reials.

## Elements de la fortificació

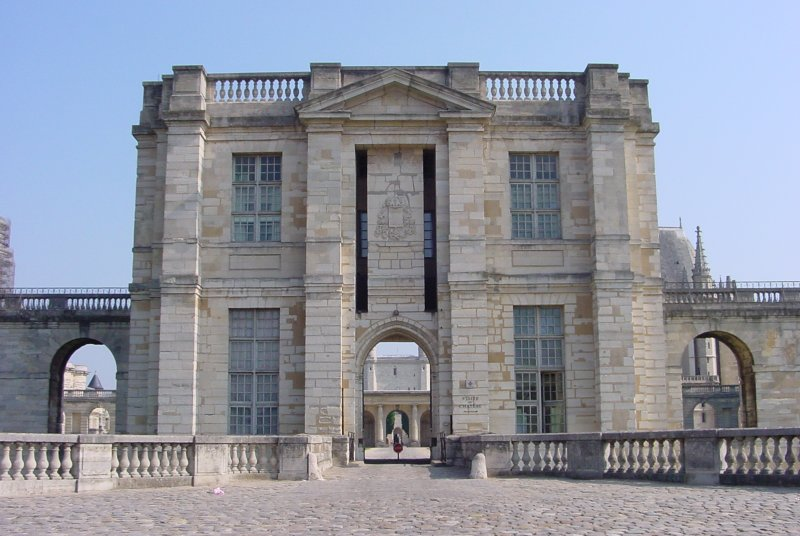
Torre del Bosc, entrada nord o entrada pel darrere, construïda al

El conjunt arquitectònic conegut com a castell de Vincennes és una fortalesa composta per una torrassa medieval (segle xiv), antiga residència reial, una Santa Capella gòtica, dos grans pavellons anomenats clàssics del segle xvii i un altre, el dd'armes, construït al segle xix. Això està envoltat per una muralla amb tres casamates o torres: la del Poble (la porta d'entrada), la de les Salves (al lateral dret, oposada a la Torrassa, que també havia tingut la seva pròpia porta d'entrada a través de la muralla) i la del Bosc (oposada a la d'entrada). A més d'aquestes grans torres posteriors, la muralla està puntejada amb nou petites torres medievals.
Entrant per la Porta del Poble, a l'esquerra, hi havia el pavelló de caça dels reis capets. Recents excavacions arqueològiques n'has desvetllat els ciments, que mostren que es tractava d'un conjunt d'edificis dels segles xiii i xiv organitzats al voltant d'un pati central. Se sap que era la residència favorita del rei Lluís VII i que va ser on, per exemple, va néixer el seu primer fill. La reina va venir a tenir-lo expressament al pavelló. Al llarg de tota l'edat mitjana es tractava d'un espai reservat per a homes, com també ho seria la torrassa. Cap vestigi n'és visible a l'actual visitant, a excepció de la font que hi havia al mig del pati, que va ser refeta per ordre de Carles V de França. Just davant, a la dreta, es troben els edificis baixos, més recents, que avui ubiquen la venda d'entrades, la botiga de records i uns lavabos.

### Torrassa

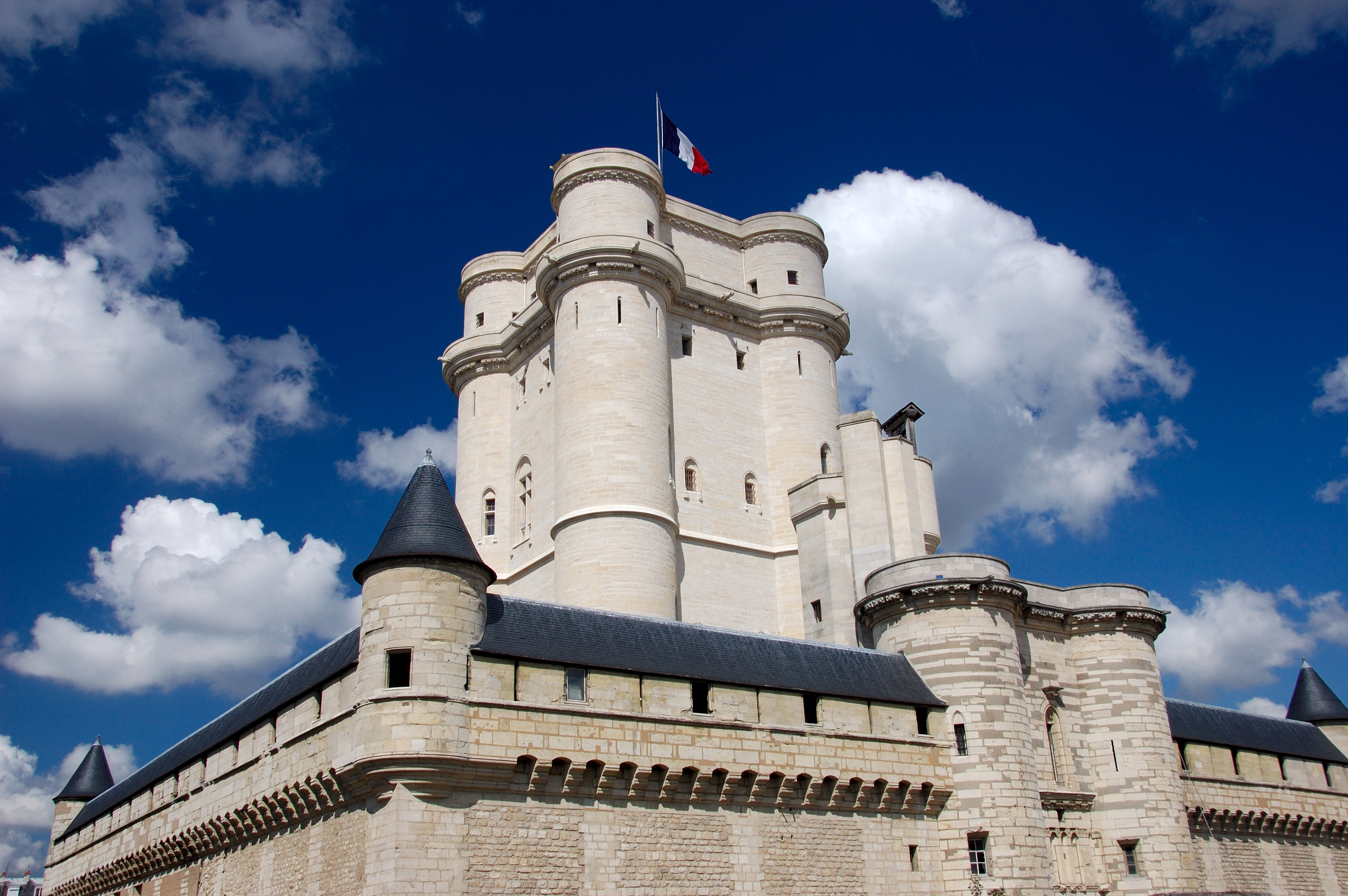
Torrassa gòtica, després de la restauració de 2006

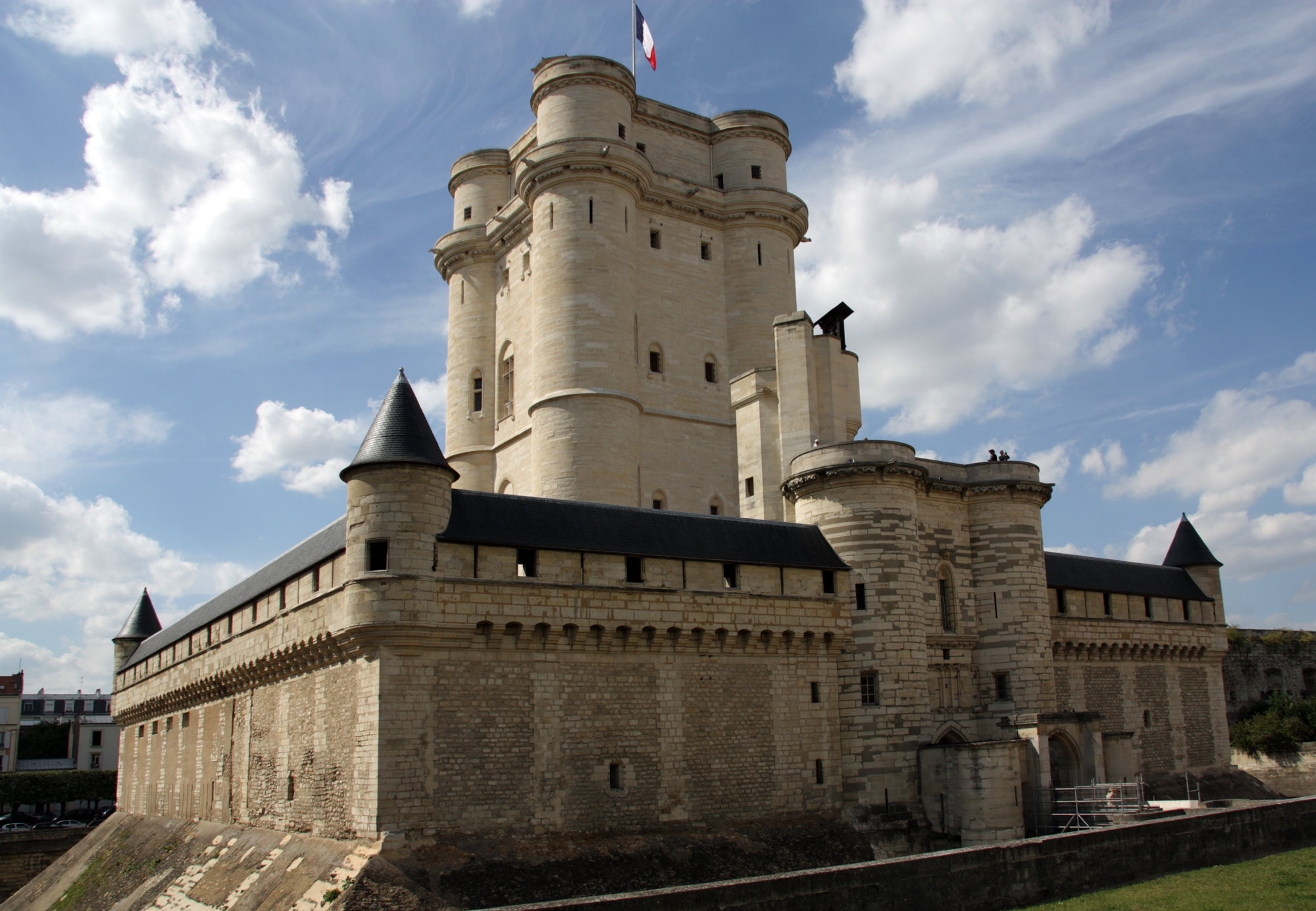
Una altra vista de la torrassa

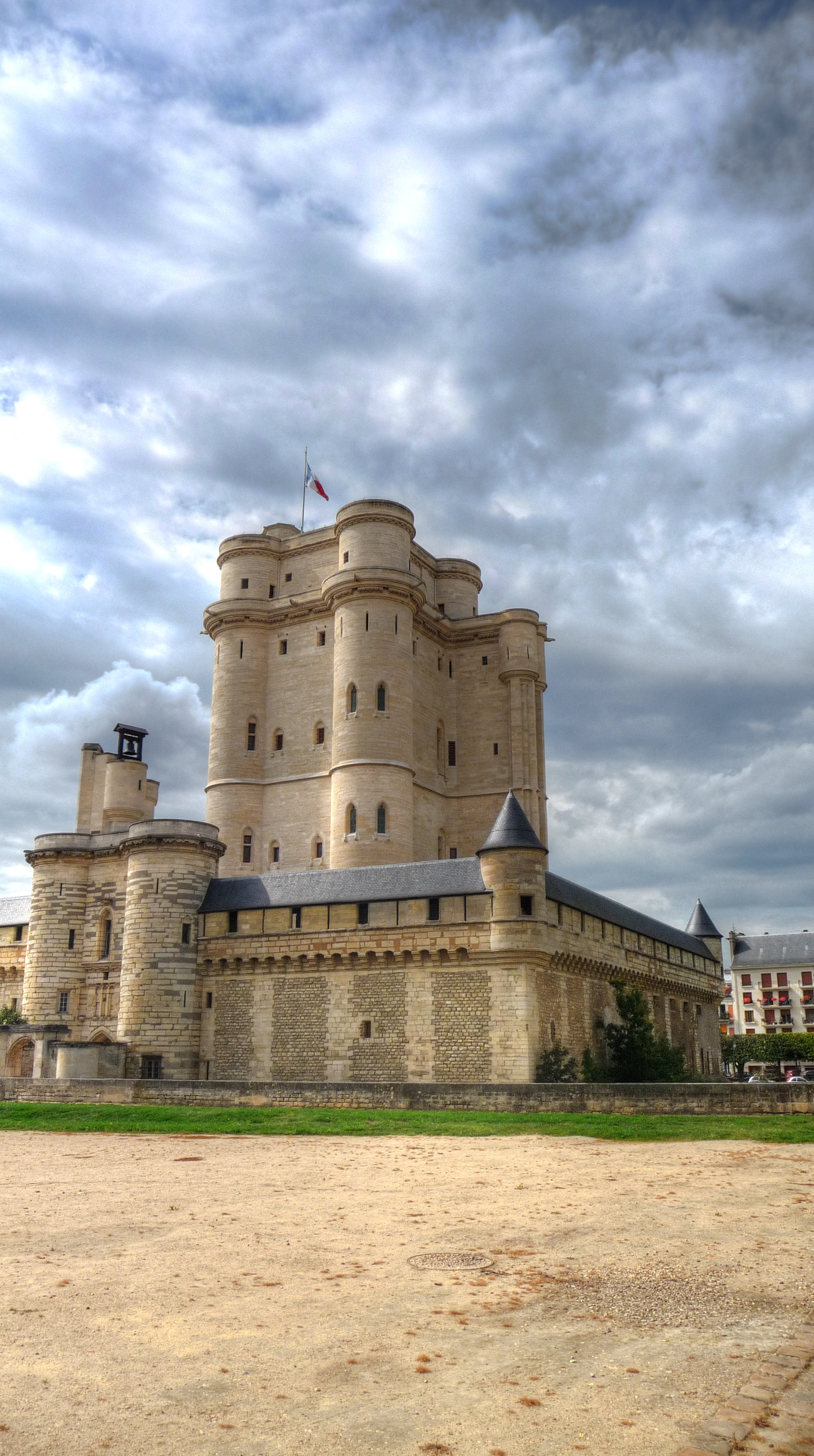
Torrassa del castell de Vincennes, abans de ser restaurada

Una avinguda creua el recinte del castell pel mig, de la Porta del Poble a la Porta del Bosc, les dues entrades més freqüents pels visitants i turistes. Al mig es troben la torrassa, a la dreta entrant per la Porta del Poble, i la Santa Capella, a l'esquerra. La torrassa està completament envoltada per un fossat, avui sec i cobert d'herba. S'hi accedeix per un pont llevadís a través d'un castellet.
La torrassa va ser una residència secundària del rei Carles V i els seus descendents, destinada a reunions i trobades entre homes. Tot i que habitualment era el rei qui anava a veure a la reina a la residència de París, consta que ella el va venir a visitar aquí també. Es va començar a construir sota el regnat de Joan II de França en començar la guerra dels Cent Anys i es va acabar vers l'any 1370, ja sota el regnat del seu fill Carles V. Es va fer de manera ràpida i força costosa. Va haver-se de fer més alta del que era habitual pel fet d'estar situada prop del pavelló de caça, un indret escollit pel seu valor sentimental però que no està més elevat que els voltants. El cost econòmic responia també a una voluntat política d'expressar el poder reial. Aquesta política no es va limitar únicament a Vincennes, el rei Joan II i a partir d'ells els seus successors, per a marcar el seu territori, van manar fer altres torrasses idèntiques a alguns indrets de les seves terres conquerides. Per exemple, un que avui es troba complet i en excel·lent estat tant a l'interior com a l'exterior, entre altres coses perquè mai ha patit cap atac bèl·lic, és el castell d'Anjony (Tornamira), construït al segle xiv a imatge del de Vincennes per ordre de Carles VII.
La torrassa està envoltada d'una muralla i després d'un fossat que antany estava ple d'aigua. Se sap per excavacions recents que el recinte comptava amb una xarxa hidràulica. Té planta quadrada, amb una torreta de planta circular a cada vèrtex, i quatre pisos d'alçada. Cada torreta té sis nivells de sales, que reposen sobre una prima columna central. Està construït amb pedra i la seva estructura està reforçada amb ferro. Els murs són completament llisos, només les mènsules de les finestres, d'arc ogival, del segon i tercer pis tenen petites escultures envolades (dos profetes, àngels que fan música, una sirena i altres bèsties fantàstiques), una a cada cantó inferior; i en alguns racons, per exemple a les escales del castellet, s'aprecien algunes decoracions en forma de quatre lòbuls. Sembla però que originàriament el castellet tenia una abundant decoració escultòrica, que incloïa les figures del rei Carles V, la seva dona Joana de Borbó i el sant Cristòfor de Lícia, sota una representació de la Santíssima Trinitat. El castellet compta amb un despatx al segon pis al qual havia treballat Carles V, una terrassa i un campanar, que no es poden visitar. Actualment el castellet s'utilitza com a control d'entrades al recinte de la torrassa, just abans de passar per la passarel·la sobre el fossat.
En travessar el fossat hom arriba al pati que envolta la torrassa, a l'interior de la muralla. Aquesta muralla està completament reformada i, malgrat que a l'edat mitjana el seu camí de ronda era a l'aire lliure, avui està cobert i no obert al públic. A l'època medieval a més estava connectat amb la torrassa per un edifici que ja no existeix actualment.
Cal pujar al primer pis del castellet per a accedir a una segona passarel·la, aquest cop sobre el pati, que dona accés directe al primer pis de la torrassa, dedicat a la sala de juntes del rei. Era també directament a aquesta sala on donava l'antiga porta oposada a aquesta (avui inexistent) i a la qual s'accedia a través de la part del fossat comuna amb la muralla exterior de la fortalesa. La sala avui és completament buida. No hi ha cap mena de mobles perquè el rei se'ls emportava amb ell cada vegada que venia, però tampoc queden tapissos, catifes, pintures, làmpades ni cap mena de decoració. Les fustes del sostre, disposades com un parquet sobre la pedra, han estat pintades de blanc, mentre que el recobriment de fusta de les parets ha desaparegut. La sala és quadrada amb una gran columna central i les voltes del sostre, del segle xiv, tenen volta de creueria. Una gran xemeneia escalfava l'estança. Actualment en aquesta sala es projecta una pel·lícula de cinc minuts sobre Carles V, amb text i fotos de pintures medievals sobre ell. La sala era usada per a les recepcions oficials i per a les reunions del rei amb els seus consellers. Eventualment havia estat també usada com a habitació de convidats, per a la reina o més freqüentment per a amics del rei. Les escales ubicades a una de les quatre torres comuniquen el primer pis amb els altres.
El segon pis acull les estances privades del rei. La sala principal és idèntica a la sala de juntes del primer pis i tenia la funció de fer d'habitació personal del rei. També és avui completament buida però els nervis del sostre mantenen traces de colors vius, vermell i blau, per exemple, que poden ajudar a imaginar com devien estar pintats. Dona accés a una minúscula estança rectangular que servia de despatx i sala d'estudi, que té quatre capitells amb els símbols dels quatre evangelistes (un brau, una àguila, un lleó i un humà) i nombrosos grafitis ratllats, sense color, que sembla que daten de l'època en què la torrassa havia servit de presó. Aquesta estança dona pas a una altra, que a l'època de Carles V era una letrina però que avui és completament buida i res no descriu cap mena de detall. També hi ha una sala del tresor, on el rei acumulava una gran quantitat d'or però que avui és totalment buit, i un petit oratori, també buit i sense pintures.
Els pisos tercer i quart també estan buits actualment. La seva funció era de magatzem i de dormitori pels criats.
A la planta baixa s'accedeix per escales des del primer o del segon pis. Sembla que a l'origen hi podia estar ubicada la cuina. Hi havia un pou d'aigua. Es va construir amb la mateixa forma que les sales centrals superiors, però posteriorment va estar dividida en dues meitats per un mur que la travessa passant pel pilar d'en mig. En aquesta sala el guia explica el passat carcerari de la torrassa. Al segle xvi va esdevenir una presó de luxe per a cavallers que tenien dret de fer exercici físic a l'aire lliure, cosa que implicava anar a caçar o a muntar a cavall, per exemple, i que s'hi trobava la sala on, segons la llegenda, el presoner Marquès de Sade feia recepcions. Amb la revolució francesa la presó es va traslladar a la Bastilla que hi havia a l'actual plaça de la Bastilla de París.

### La Santa Capella

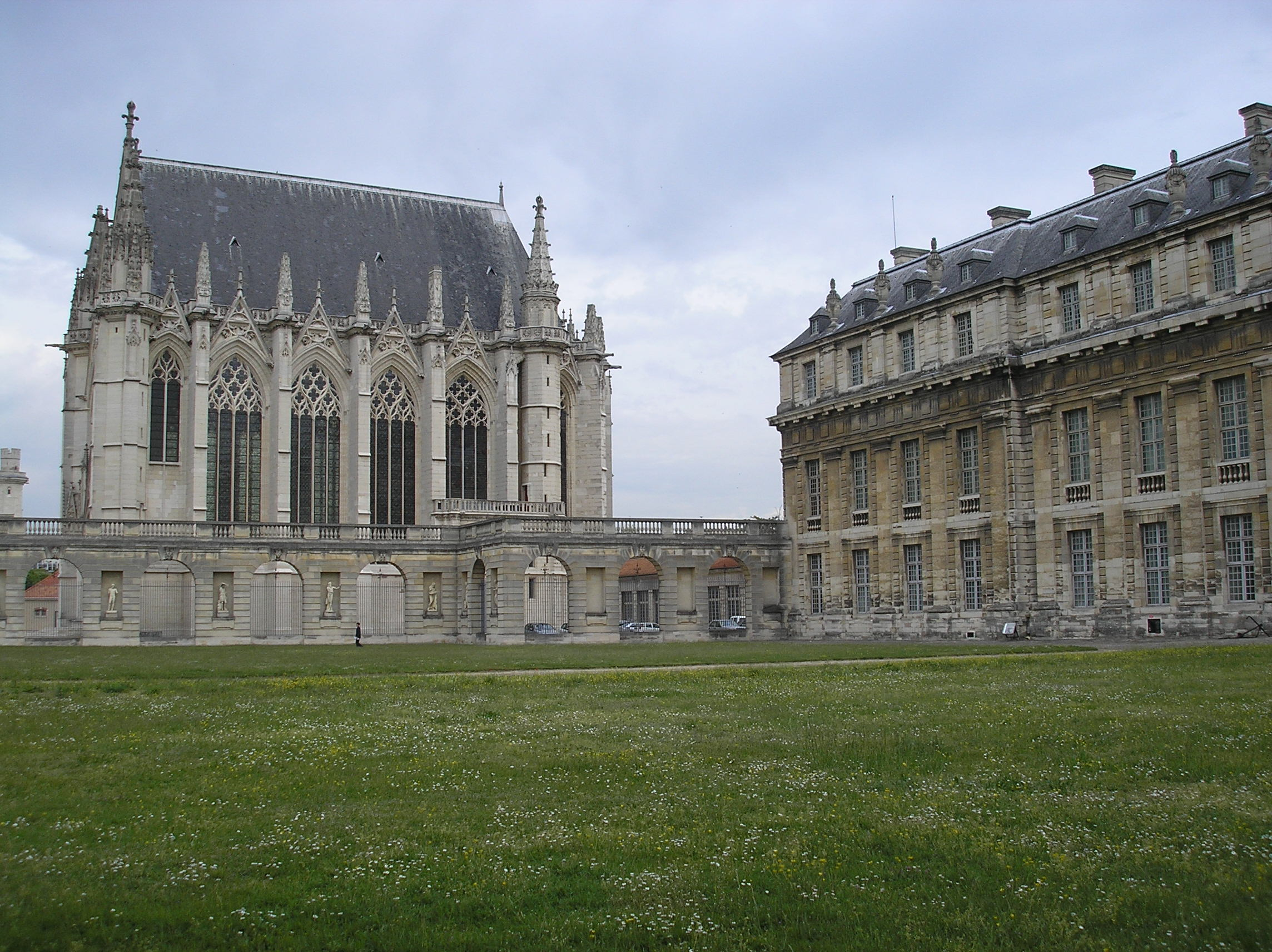
Santa Capella del castell de Vincennes

La Santa Capella és un edifici religiós situat al recinte del castell de Vincennes, encarat a la torrassa. La va fundar l'any 1379 el rei Carles V de França i les obres van continuar durant tot el regnat de Carles VI i van acabar durant el d'Enric II, a mitjans del segle xvi.
Carles V la va ordenar construir prenent com a model la Santa Capella de París, situada al palau de la Cité d'aquesta ciutat. Aquesta en canvi està formada per una gran nau central d'un sol nivell. Compta amb dos oratoris amb escultures, un per a la reina, a la dreta, i un per al rei, a l'esquerra, que malauradament no es poden visitar, com tampoc no es pot visitar la sagristia ni la sala del tresor.
La Santa Capella té vitralls medievals, formats per quadrats de colors pastel, a les finestres laterals, així com al rosetó. Els vitralls de la zona corresponent a l'altar, al fons, són posteriors i s'aprecien millor des de dins de la capella i tots corresponen a imatges de l'evangeli de Joan. L'interior de la capella és avui completament buit, a part dels vitralls no hi ha cap mena d'imatge, ni pintura ni escultura, ni cap altre moble o element decoratiu. Aquest edifici va patir un incendi al segle xxi i bona part d'ell, així com alguns vitralls, van haver de ser restaurats. La porta principal actual és contemporània, de color bordeus i amb forma de calaix.

### Pavellons de Lluís XIV

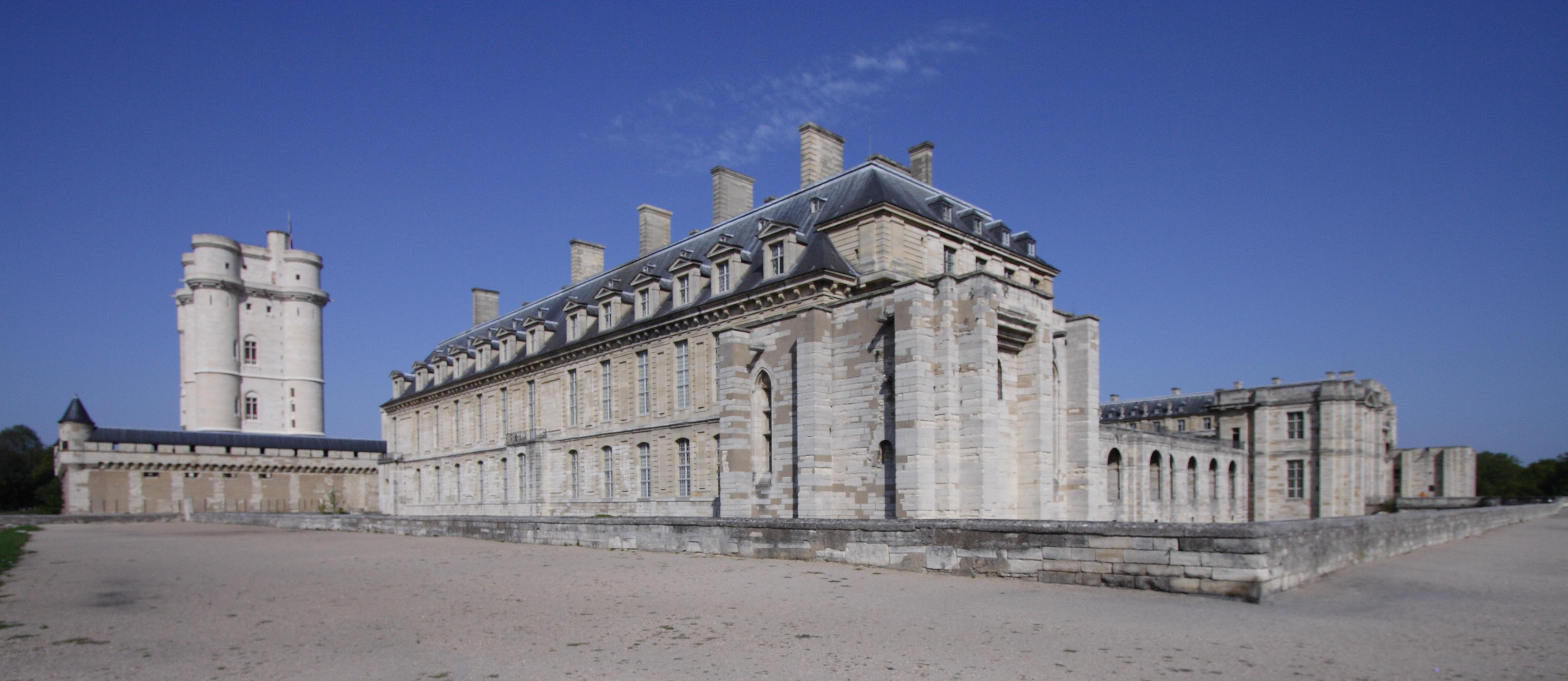
Els pavellons clàssics, o del rei Lluís XIV i la reina, del, vists des de la cara nord. Entre ells hi ha la Porta del Bosc. En segon pla, a l'esquerra, es veu la torrassa.

Els pavellons d'estil clàssic són dos grans edificis de planta rectangular situats al fons de la fortalesa, disposats simètricament a dreta i esquerra, que avui són tancats al públic i que en origen van ser el pavelló del rei Lluís XIV de França i el de la seva dona, Maria Teresa d'Àustria. Es va començar a construir, per ordre de Mazarino, l'any 1654. Lluís XIV hi va passar temporades, quan vivia a París, fins a l'any 1682, en què va deixar definitivament d'anar-hi en traslladar-se a viure al castell de Versalles. A partir d'aquest moment el castell de Vincennes va deixar de ser una de les residències reials i va esdevenir un gran arsenal, que tindria especial importància durant la revolució francesa i que més tard potenciaria Napoleó i ampliaria, amb aquesta funció, Lluís XVIII.
Actualment, aquests pavellons, així com el de Lluís XVIII, pertanyen al ministeri francès de defensa i acullen despatxos, biblioteques i part dels arxius nacionals. Cap d'ells admet entrada al públic.

### Pavelló de Lluís XVIII
El pavelló de Lluís XVIII de França o pavelló d'armes és un gran edifici de planta rectangular situat simètricament al pavelló del rei Lluís XIV respecte a la Santa Capella. És la part més nova de tot el recinte. El pavelló va ser construït a començaments del segle xix amb l'objectiu d'emmagatzemar tota mena d'artilleria, i en particular les grans màquines de guerra que podien així sortir pels seus grans portals.

### La muralla
La muralla que envolta el castell de Vincennes va ser projectada per Carles V de França al segle xiv. Volia envoltar una ciutadella on hi havia la residència del rei, el castell-torrassa, i hi havia espai per a allotjar centenars de súbdits. Està envoltada d'un fossat que antigament contenia aigua. La muralla fa mil cent metres de longitud i originalment tenia nou torretes d'uns quaranta metres d'alt, set de les quals Napoleó va manar tallar en 1808 i va omplir de canons. Les tres casamates van ser construïdes al segle xix.

## Turisme
L'entrada dins de la muralla és lliure, mentre que la torrassa i la capella es poden visitar pagant una entrada. La resta d'edificis no són accessibles al públic. Hi ha una botiga de records. Existeixen audioguies en cinc idiomes, tot i que no en català. Hi ha visites comentades, que duren al voltant d'una hora per veure la torrassa i la capella. Es poden demanar, amb antelació, visites comentades especials per a sords o per a invidents. També n'hi ha d'especials per a nens i nenes, que inclouen el préstec d'una disfressa i d'un escut i una espasa de fusta durant la visita, més una estona més per a poder jugar. La visita a la torrassa es fa a través d'escales estretes de cargol, cosa que dificulta portar cotxets de nens, i no hi ha alternatives per a persones amb cadira de rodes.
A partir del 17 de febrer de 2011 es poden visitar el tercer i quart pis de la torrassa, que estan buits però ofereixen vistes de París. Es poden visitar en torns de disset persones com a màxim, cosa per la qual l'organització recomana, fins i tot en temporada baixa, reservar prèviament dia i hora per telèfon. L'accés es fa també per escales.
Al voltant del castell de Vincennes es troba l'aparcament gratuït més gran de París, amb places lliures fins i tot en agost. S'hi pot accedir també molt fàcilment en metro. El castell està envoltat de bars i restaurants amb vistes a ell, alguns amb tauletes a l'exterior. Els preus de les consumicions hi són més elevades (a mode orientatiu, en 2011 una canya de cervesa, un tallat o un te valen uns quatre euros) que a la resta de locals de restauració de Vincennes.